# 維塔利克·布特林
維塔利克·布特林（英語：Vitalik Buterin，1994年1月31日—），本名維塔利·德米特里耶维奇·布特林（俄语：Виталий Дмитриевич Бутерин），俄裔加拿大程式設計師及作家，闻名于以太坊聯合創始人。布特林在加密货币的初期就参与建设，并在2011年联合创立《Bitcoin Magazine》。在2014年，布特林与加文·伍德、查尔斯·霍斯金森、安東尼·迪·伊奧里奧、約瑟夫·盧賓共同发起以太坊项目。 布特林是一名多語者，能說英語、俄語、德語、法語、漢語（普通話以及廣東話）、日語、韓語。

## 早年经历与教育
布特林出生於俄羅斯莫斯科州的科洛姆納。他的父亲是一名计算机科学家。布特林在那裡一直生活到六歲時，他的父母為了尋找更好的就業機會，他們一家搬到了加拿大。
布特林在加拿大上小學三年級時，他被安排到天才兒童班。在那裏，他被數學、編程和經濟學吸引。布特林随后就读于多伦多的一所私立高中The Abelard School。17歲時，他從他父親那里了解到比特幣。
隨即於2011年與Mihai Alisie、Matthew N. Wright、Vladimir Marchenko、Vicente S共同創立了《比特幣雜誌》。
高中畢業後，他就讀了滑鐵盧大學。大學期間擔任密碼學家伊恩·戈德堡的研究助理。戈德堡是Off-the-Record Messaging的共同創建人、Tor項目的前董事會主席。
2013年返回多倫多，發表了《以太坊白皮書》。隨後大學輟學，用泰爾獎學金的100,000美元全職從事以太坊工作。2014年，與加文·伍德共同推出了以太坊。
2018年11月30日，他獲得了巴塞爾大學商業與經濟學院的榮譽博士學位。
2021年5月12日，他向印度的COVID-19救助基金捐贈了價值11.4億美元的加密貨幣柴犬幣和以太幣。

### 事業

#### 比特幣雜誌
2011年，《比特幣周刊》所有者向任何願意為其寫文章的人提供了5個比特幣（當時約為3.50美元），因此他開始為《比特幣周刊》撰稿。
2011年9月，Mihai Alisie聯繫他，希望創辦一刊名為《比特幣雜誌》的新雜誌，他同意了。他成為《比特幣雜誌》的聯合創始人，其後又成為該雜誌的主要作家。
《比特幣雜誌》於2012年開始出版，該雜誌是第一本致力於加密貨幣的嚴肅出版物。

#### 開源軟件
他為不少開源軟件項目做出了貢獻，包括：
- DarkWallet[22]
- Bitcoin Python libraries[23]
- Egora[3]

#### 俄羅斯以太坊
布特林意識到以太坊企業與其祖國俄羅斯的經濟和政治相關性，2017年6月2日，他於聖彼得堡國際經濟論壇（SPIEF）上與總統弗拉基米尔·普京談話。後者表示支持與可能的俄羅斯合作夥伴建立聯繫的想法。

## 貢獻
2018年5月16日，丹尼尔·拉里默在推特感謝布特林帮助EOS.IO开发团队改善DPOS BFT终版共识机制。

## 獎項
- 泰爾獎學金[10]

## 慈善
2017年向機器智能研究所捐贈了價值763,970美元的以太幣。
2018年向SENS研究基金會捐贈了價值240萬美元的以太幣，用於復興生物技術和延長人類壽命的研究。
2020年向SENS研究基金會捐贈50,000美元。與Sam Bankman-Fried和Haseeb Qureshi通過由推特用戶選擇的公開投票，向SENS研究基金會捐贈了總計 150,000 美元，用於抗擊衰老和與衰老相關的疾病。
2021年向印度的Crypto Covid救濟基金捐贈價值11.4億美元的50,693,552,078,053個柴犬幣。這筆捐贈佔柴犬幣流通硬幣5%，導致其價格暴跌一半。
2021年5月12日，向專注於延長人類壽命的瑪土撒拉基金會捐贈了價值3.36億美元的430萬億狗狗埃隆火星币（Dogelon Mars）。

## 外部鏈接
- 維塔利克·布特林的官方網站 （页面存档备份，存于）
- 維塔利克·布特林的X（前Twitter）